# Balrog (Tolkien)

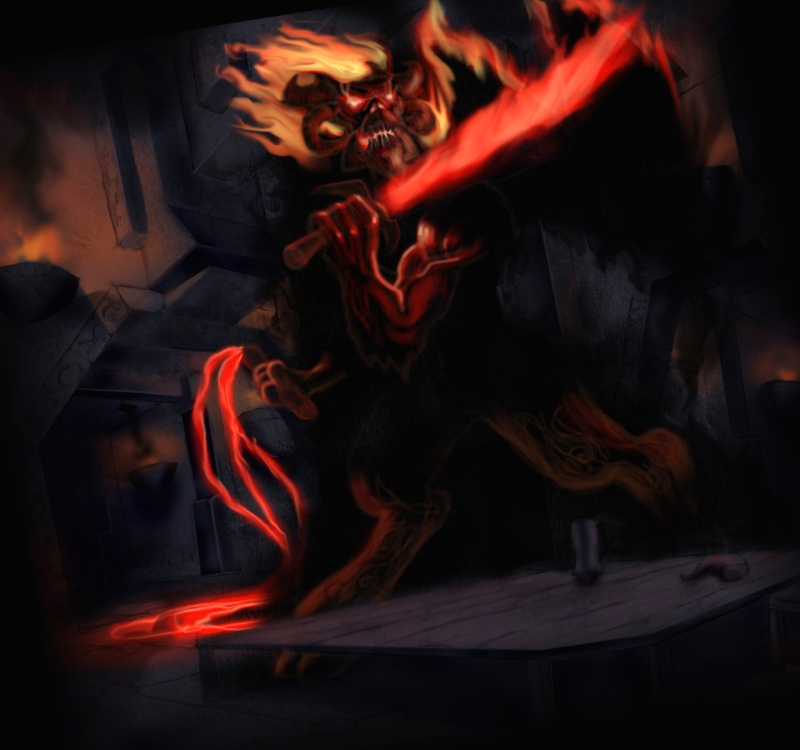
Durins vloek

Balrog zijn demonische monsters die voorkomen in De Silmarillion en de trilogie In de Ban van de Ring van J.R.R. Tolkien.
Balrogs waren de Maiar die de dienaren werden van de Donkere Vorst Melkor, die meestal Morgoth (hetgeen zoveel betekent als: Duistere vijand van de aarde) genoemd werd. In het Quenya werden ze Valaraukar genoemd. Deze wezens veranderden in demonen en Balrog betekent dan ook 'Demon van Macht'. Vala is Elfs voor macht en Rauko betekent demon. Van alle dienaren van Melkor waren alleen de Draken en Sauron nog machtiger. De Balrogs waren reusachtig en log en leken op Mensen, maar dan met vlammende manen en vuurspuwende neusgaten. Hun ledematen leken op kronkelende slangen en ze leken zich voort te bewegen in een zwarte wolk. Een zweep met vele riemen was hun voornaamste wapen.
Verder hadden ze ook nog een knots, een bijl en een vlammend zwaard. Ze staken hun wapens in hun eigen lichaam. De zweep werd gevreesd door al zijn vijanden en zelfs Ungoliant de Grote Spin werd er het rijk van Melkor door uitgejaagd. De Balrogs konden hun vuur aansteken. In tegenstelling tot de Draken kunnen de Balrogs geen vuur spuwen. Wel kunnen ze in hun eigen mond vuur maken, zoals in de film van Peter Jackson wordt uitgebeeld. De bekendste en beruchtste Balrog was Gothmog, de Heer van de Balrogs, die in een gevecht met de Elf Ecthelion van de Fontein zijn einde vond. De Balrogs namen deel aan alle Oorlogen die Melkor voerde. Het einde van de Oorlog van Gramschap, die voorgoed een einde maakte aan Melkors macht, betekende dan ook het einde van de meeste Balrogs.
De laatste Balrog die gezien werd was door de Reisgenoten in Moria, die onder de Dwergen bekend was als Durins Vloek. Deze sleepte de tovenaar Gandalf mee in zijn val, de diepte in. Gandalf wist de Balrog te verslaan.

## Als inspiratiebron
Balrog is de inspiratiebron geweest voor onder meer:
- Balrog, de bokser uit de Street Fighter-spellen (in Japan "M. Bison" genoemd);
- Vega, de stierenvechter uit de Street Fighter-spellen (in Japan "Balrog" genoemd).
- Anthracosuchus balrogus, een krokodil genoemd naar de Balrog.